# Svansjön (film)
Svansjön (世界名作童話 白鳥の湖 Sekai Meisaku Dōwa Hakuchō No Mizūmi. Världens mästerverks saga: Svansjön) är en animefilm baserad på baletten Svansjön komponerad av Pjotr Tjajkovskij. Filmen släpptes i Japan den 14 mars 1981 av Toei.
Filmen producerades av Toei Animation och regisserades av Kimio Yabuki. Uppsättningen använder Tjajkovskijs tonsättning och är relativt trogen till berättelsen. 
Två separata engelska dubbar gjordes, en med vanliga röstskådespelare, och en som använder berömda personer i huvudrollerna (Pam Dawber som Odette, Christopher Atkins som Siegfried, David Hemmings som Rothbart, och Kay Lenz som Odille). Den andra dubben spelades in på Golden Sync Studios och sändes på American Movie Classics i december 1990 och The Disney Channel i januari 1994. Den distribuerades även i Frankrike och Storbritannien av Rouge Citron Production.
Filmen släpptes på DVD av Discotek Media den 28 november 2017. Den har den ursprungliga japanska versionen och de två engelska dubbarna.

## Handling
Hjälten Prins Siegfried är ute och rider en dag med sina vänner när han ser en svan med en krona på huvudet simma i en sjö. En av hans vänner, Adolph, försöker skjuta svanen men precis innan pilen skjuts iväg förvandlas Adolph till en staty. Siegfrieds andra vän, Benno, anklagar svanen för att ha utövat trolldom men ingen tänkte på närvaron av en uggla precis bakom dem. Siegfried kan inte sluta tänka på svanen, och bestämmer sig för att följa den när den simmar bort. Snart kommer Siegfried till ett slott.
Siegfried bli förvånad över hur svanen förvandlas till en vacker flicka. Han närmar sig henne, till en början är hon rädd för honom och försöker få honom att gå därifrån. Men sedan börjar hon berätta sin historia för honom. Hennes namn är prinsessan Odette, och tre år tidigare blev hon kidnappad av den onda trollkarlen Rothbart (ugglan) som ville gifta sig med henne. Han har henne som svan om dagen så att ingen ska bli förälskad i henne, eftersom det enda sättet Rothbarts makt kan besegras är när en man blir förälskad i henne med hela sitt hjärta och själ. Siegfried förklarar att han fick känslor för henne redan när han först såg hennes ögon, och ber henne komma till hans födelsedagsbal nästa natt, där han kommer välja henne som sin fru.
Även om hon först vägrade, är Siegfried ihärdig och tar inte nej för ett svar. Han övertygar henne och när hon kommer tillbaka till sitt rum dagdrömmer hon om honom. Hela berättelsen ses genom Hans och Margaritas ögon, två ekorrar som tittar på dem.
Rothbart dotter Odille berättar för honom om Siegfried, och Rothbart går till Odette för att be henne glömma prinsen och istället överväga att gifta sig med honom. Hon avvisar honom. Det visar sig att hon har varit förälskad i Siegfried de tre senaste åren.
Rothbart kommer inte låta Odette gå till balen, så han låser dörren om henne. Han och hans dotter Odille planerar att försöka få Odette att glömma Siegfried. Detta gör de genom att få Siegfried att istället bli förälskad i Odille. 
Odille, förklädd till Odette, går till balen och förvånar Siegfried med sin dans. Siegfried misstänker något men kan inte riktigt sätta fingret på vad det är. Under tiden lyckas Odette fly från Rothbarts slott med hjälp av Hans och Margarita, ekorrarna, och springer till Siegfrieds slott.
Men just när Odette är på väg att gå in i balsalen, tar Rothbart tag i henne, håller igen hennes mun så att hon kan se på men inte prata. Hon ser med skräck när Siegfried lovar sin kärlek till Odille och tillkännager henne som sin blivande hustru. Överväldigad av sorg svimmar Odette i Rothbarts armar. 
Rothbarts skratt väcker Siegfrieds uppmärksamhet och prinsen inser snabbt sitt misstag. Odille avslöjar sitt verkliga jag och de tre förvandlas till sina bevingade former och flyger tillbaka till Rothbarts slott. Siegfried förföljer dem på  hästryggen, där den slutliga striden mellan de två männen äger rum. Hans kommer för att hjälpa prinsen men Rothbart förvandlar honom till en död groda.
Efter en lång strid håller den onda trollkarlen Rothbart på att besegra Siegfried. För att rädda hans liv lovar Odette att älska och gifta sig med Rothbart. Men Siegfried, som inte kan stå ut med tanken att Odette blir fånge hos Rothbart hela sitt liv, sticker svärdet i sitt eget hjärta och orsakar ett ljus som förstör både Rothbart och Odille. Rothbarts slott kollapsar. Adolph förvandlas tillbaka till människa och Hans och Margarita återförenas.
Odette och Siegfried, som är helt oskadda eftersom han var beredd att offra sig av äkta kärlek, återförenas och faller i varandras armar när solen går upp över ruinerna av Rothbarts slott.

## Röster
| Karaktärer                                  | Originalversionen (japanska)   | Dubbad version (svenska) | Frontier Enterprises version (engelska) | The Samuel Goldwyn Co. version (engelska) |
| ------------------------------------------- | ------------------------------ | ------------------------ | --------------------------------------- | ----------------------------------------- |
| Prinsessan Odette(プリンセスオデット)       | Keiko Takeshita(志垣 太郎)     | Meg Westergren           | Nancy Link                              | Pam Dawber                                |
| Prins Siegfried(王子ジークフリート)         | Taro Shigaki(竹下 景子)        | Leif Ahrle               | Steve Knode                             | Christopher Atkins                        |
| Rothbart(ロスバート)                        | Asao Koike(浅尾 小池)          | John Harryson            | Joseph Zucatti                          | David Hemmings                            |
| Odille(オディール)                          | Yōko Asagami(麻上 洋子)        | Christina Carlwind       | Patricia Kobayashi                      | Kay Lenz                                  |
| Hans(ハンス)                                | Yoneko Matsukane(松金 よね子)  | Leif Ahrle               | Gerri Sorrells                          | Robert Axelrod                            |
| Margarita(マルガリータ)                     | Fuyumi Shiraishi(白石 冬美)    | Meg Westergren           | Nancy Culluci                           | Lara Cody                                 |
| Drottning moder(皇太后)                     | Taeko Nakanishi(中西 妙子)     | Christina Carlwind       | Judy Sackheim (som Judith Sackheim)     | Louise Chamis                             |
| Benno(ベノ)                                 | Akira Murayama(村山 明)        | Gunnar Ernblad           | Don Johnson                             | Ardwight Chamberlain                      |
| Minister(大臣)                              | Jōji Yanami(八奈見 乗児)       | Gunnar Ernblad           | Mike Worman                             | Ted Lehmann                               |
| Adolph(アドルフ)                            | Mugihito(寺田 誠)              | Gunnar Ernblad           | Greg Starr                              | Okänd                                     |
| Prinsessan Catherina(王女カテリーナ)        | Chiyoko Kawashima(川島 千代子) |                          | Helen Kataoka                           | Okänd (som Katherine)                     |
| Prinsessan Rosanna(プリンセスロザンナ)      | Chiyoko Kawashima(川島 千代子) |                          | Debbie Davidson                         | Okänd                                     |
| Prinsessan Francine(プリンセスフランシーヌ) | Seiko Nakano(中野 聖子)        |                          | Donna Zucatti                           | Okänd                                     |